# Jurgucie
Jurgucie (niem. Jurgutschen) – osada w Polsce, w województwie warmińsko-mazurskim, w powiecie węgorzewskim, w gminie Budry.
W latach 1975–1998 miejscowość należała administracyjnie do województwa suwalskiego.

## Nazwa
28 marca 1949 r. ustalono urzędową polską nazwę miejscowości – Jurgucie, określając drugi przypadek jako Jurguci, a przymiotnik – jurgucki.
Obecnie w miejscowości nie ma zabudowy.